# عبد الملك بن عمر بن عبد العزيز
عبد الملك بن عمر بن عبد العزيز (82 هـ - 101 هـ) هو تابعي، وابن الخليفة الأموي عمر بن عبد العزيز ومستشاره، عُرف بالزهد والعبادة، أصابه الطاعون في خلافة أبيه، فمات قبل أبيه وعمره تسعة عشر عامًا.

## زهده
عرف عبد الملك بالزهد والورع، حتى إن ابن رجب الحنبلي ألف كتابًا في مناقبه، حتى إن بعض أهل الشام كان يقول: «كنا نرى أن عمر بن عبد العزيز إنما أدخله في العبادة ما رأى من ابنه عبد الملك.»، وكان عبد الملك يعظ أباه فيقول له: «يا أبي أقم الحق ولو ساعة من نهار.»، ويقول عمر بن عبد العزيز: «لولا أن يكون زُيِّنَ لي من أمر عبد الملك ما يُزين في عين الوالد من ولده، لرأيت أنه أهل للخلافة.» وروى الدورقي: «إن عمر قال لابنه عبد الملك يومًا: إني أخبرك خبرًا، والله ما رأيت فتى ماشيًا قط أنسك منك نسكًا، ولا أفقه فقهًا، ولا أقرأ منك، ولا أبعد من صبوة في صغر ولا كبر منك يا عبد الملك».

## وصلات خارجية
- التابعي عبد الملك بن عمر بن عبد العزيز،  محمد راتب النابلسي.